# Euphyia insolens
Euphyia insolens là một loài bướm đêm trong họ Geometridae.